# Nicolas Jenson
|  | Aquest article tracta sobre el tipògraf del segle XV Nicolas Jenson. Si cerqueu el tipògraf holandès del segle xvii, vegeu «Anton Janson». |

Nicolaus Jenson (també anomenat Nicolas Janson, Nicholas Jenson, o Nicolaus Jenson) (Sommevoire, França, 1420 – Venècia, Itàlia, 1480) va ser gravador i tipògraf francès que va desenvolupar la major part del seu treball a la ciutat de Venècia.

## Biografia

### Estudis i treball
Nicolas Janson és conegut per haver sigut el creador de la primera tipografia romana per impressió, que va servir d'inspiració i fou imitada per mestres impressors com Claude Garamond i Aldus Manutius. Aquest estil de tipografia romana creat per Jenson va ser anomenat una mica més tard com a estil venecià.
Va desenvolupar una tipografia basada en els criteris tipogràfics de manuscrits antics. Aquesta tipografia romana va ser utilitzada en l'edició del llibre Eusebius, d'Evangelica Preparatione.
Nicolas Jenson també és responsable de la creació de dues companyies comerciants de llibres, la primera creada el 1475 i després el 1480 amb el nom de Johannes de Colònia
Va imprimir més de cent cinquanta llibres amb un caràcter de lletra propi, gravat i fos per ell mateix anomenat romà o jensoniá. El seu tall era més elegant que els usats per A. Pannartz i C. Sweinheim.

### Trajectòria
Fou impressor real durant el regnat de Carles VII de França i enviat per ell mateix a la ciutat alemanya de Magúncia l'octubre de 1458. Allà va aprendre les tècniques d'impressió de Peter Schoeffer, que havia sigut soci de Gutenberg i mantenia obert el primer taller impressor.

En morir Carles VII de França (1461), Jenson retornà a França amb tots els coneixements que va adquirir de la seva etapa alemanya, tot i així, mostrà cert desacord en treballar en el mandat de Lluís XI de França pel que es va traslladar per un temps a la ciutat de Frankfurt i el 1467 va arribar a la ciutat de Venècia on es va establir definitivament. Allà va obrir un taller d'impressió en el qual es van produir unes 150 obres aproximadament.
En el 1471 creà una tipografia romana i el 1473 creà la lletra gòtica (blackletter), usada en llibres de medicina i història.
Encara que va començar dissenyant i tallant tipus gòtics, aviat es va convertir en el mestre excepcional de la romana, a la que va donar harmonia, proporcionalitat i condicions de llegibilitat òptimes. Jenson, coneixedor de la importància de la cura en tot el procés de la producció impresa tenia en l'èxit editorial, prenia especial atenció en la seva producció de llibres.
Després de la seva mort, el 1480, les tipografies que havia creat van ser utilitzades per la impremta de Aldus Manutius i continuen sent d'ús comú fins als nostres dies, sent la base de nombroses fonts tipogràfiques actuals. Un exemple d'això és la tipografia creada per Bruce Rogers l'any 1900, anomenada Centaur i també la Cloister Old Style del tipògraf Morris Fuller Benton, creada el 1926.
El seu ideal era el de no quedar-se enrere i veure la millora estètica i sobretot arreglar la forma de com queda la impressió dels llibres.

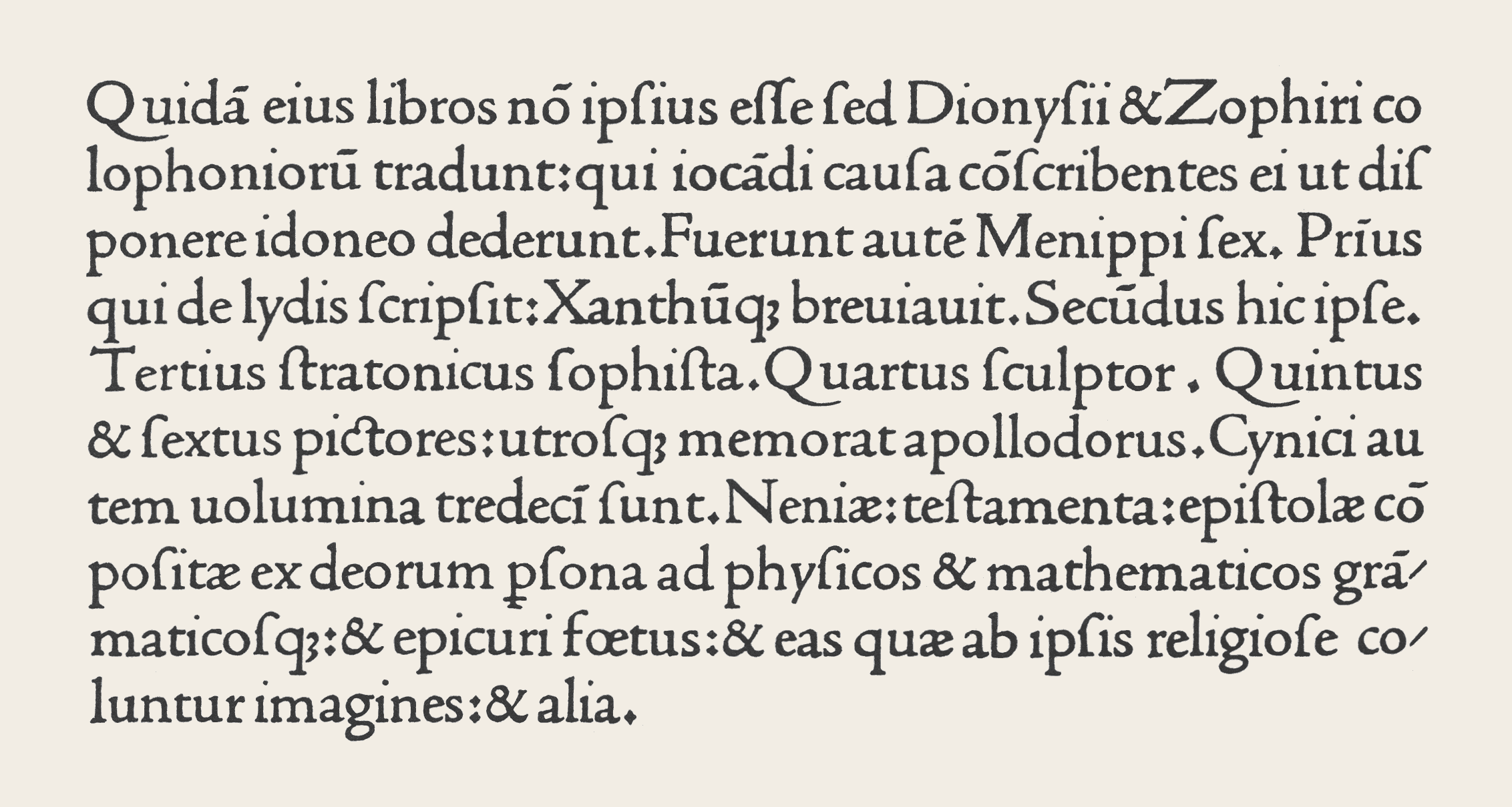
Mostra del tipus d'escriptura romana de Nicolas Jenson, de "Laertis", publicat a Venècia el 1475